# Rue Anatole-France (Drancy)
Pour les articles homonymes, voir Rue Anatole-France.
La rue Anatole-France est une des principales voies de communication de Drancy qu'elle parcourt du nord au sud.

## Situation et accès
Cette voie traverse aujourd'hui deux quartiers de la commune, Les Oiseaux et L’Économie, qui doit son nom au prix modique de ses terrains autrefois marécageux.

## Origine du nom
La rue Anatole-France honore l'écrivain et journaliste français Anatole France (1844-1924).

## Historique
Cette rue passe auprès des bâtiments les plus anciens de la ville: le château et l'église. Antan, le long de ce sentier connu sous le nom de chemin des Marais, s’implantèrent à la fin du XIXe siècle les premières maisons construites au-delà du bourg rural.
En 1856 eut lieu une délibération de mai 1856 afin de creuser un puits artésien pour alimenter la commune en eau. Ce forage fut réalisé en 1859, sur les indications des anciens de la commune qui y auraient connu une source.
En 1894, cette rue des Marais fut renommée rue de l'Égalité car, dit-on lors d'une délibération officieuse, elle conduit au cimetière.

## Bâtiments remarquables et lieux de mémoire
- Gare de Drancy.
- Église Sainte-Louise-de-Marillac de Drancy.
- Parc Ladoucette, ancien parc du château de Ladoucette, construit en 1553.
- Cimetière communal de Drancy.
- Collège Anatole-France.

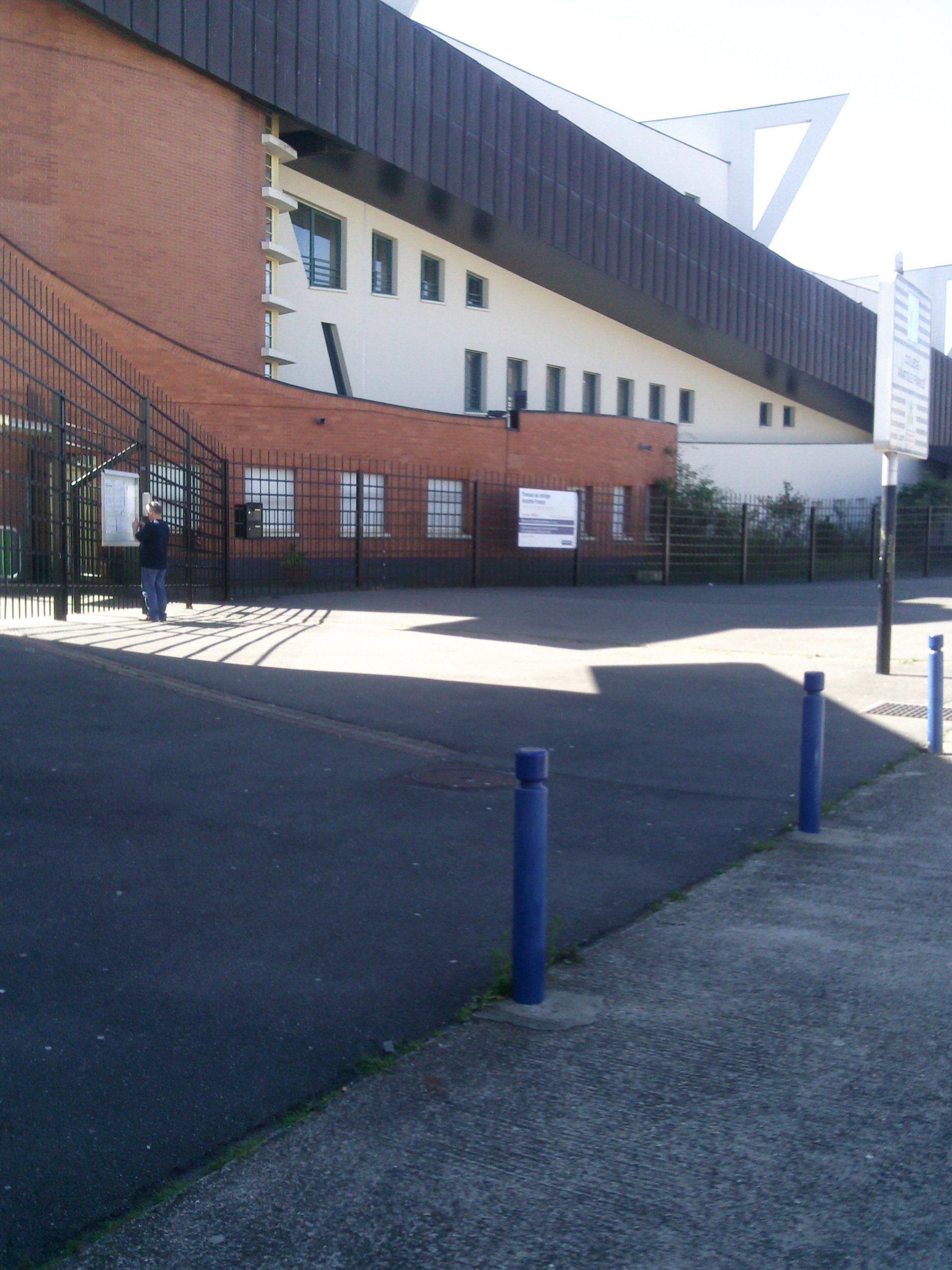
Le collège Anatole France.
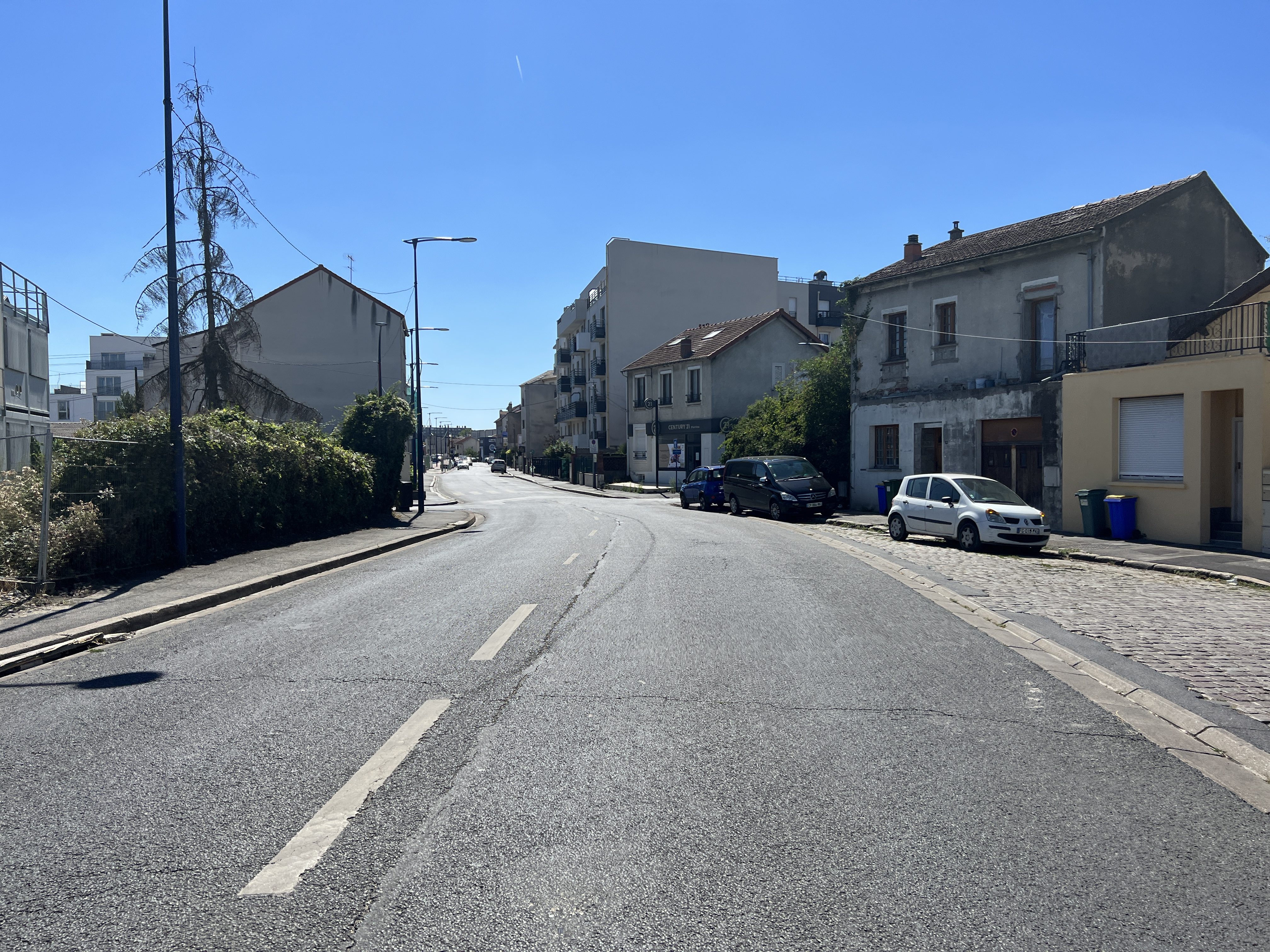
La rue en août 2022.